# Blair Stockwell
Blair Goldesbrough Stockwell MBE (nascido em 17 de dezembro de 1949) é um ex-ciclista de pista neozelandês que conquistou três medalhas de bronze representando Nova Zelândia nos Jogos da Commonwealth.
Em Edimburgo 1970, conquistou a medalha de bronze na perseguição individual (4 km). Quatro anos depois, em Christchurch 1974, conquistou um bronze como parte da perseguição por equipes. Nos seguintes Jogos em Edmonton 1978 obteve a trigésima posição na prova de estrada. Stockwell conquistou a terceira medalha de bronze em Brisbane 1982, competindo no contrarrelógio por equipes.
Também representou seu país nos Jogos Olímpicos de Verão de 1972 em Munique, competindo na perseguição por equipes de 4 km e terminando em 14º.
Stockwell (1972, 1980 e 1984) e Jack Swart são os únicos ciclistas a ter vencido o Dulux North Island Tour por três vezes.